# Amory Coffin Simons
Amory Coffin Simons (* 5. April 1866 in Charleston, South Carolina, USA; † 24. Juli 1959 in Santa Barbara, Kalifornien) war ein US-amerikanischer Bildhauer, der vor allem für seine Tierplastiken, insbesondere Pferdeskulpturen, bekannt wurde.

## Leben
Amory Coffin Simons begann seine künstlerische Ausbildung an der Pennsylvania Academy of the Fine Arts in Philadelphia. Anschließend setzte er sein Studium in Paris fort, wo er unter renommierten Bildhauern wie Jean-Auguste Dampt, Denys Puech und Auguste Rodin lernte. Nach seiner Rückkehr in die USA war er in New York tätig, bevor er in den späten 1920er Jahren nach Kalifornien zog. 1940 zog er nach Santa Barbara, wo er an der School of Arts unterrichtete. Dort starb er am 24. Juli 1959.

## Werk
Während seiner gesamten Laufbahn spezialisierte sich Amory Coffin Simons auf Tierstatuetten, insbesondere auf die Darstellung von Pferden. Sein Werk verkörpert realistische Genauigkeit und hohe technische Meisterschaft, die das Ergebnis einer strengen französischen akademischen Ausbildung sind. „Haut École“ zeigt ein durchtrainiertes und gestriegeltes Dressurpferd mit geflochtener Stirnlocke und Mähne sowie einem dekorativen Büschel am Stirnriemen. Der Titel bezieht sich auf die Art der Bewegung, die das Pferd vorführt, nämlich die Hohe Schule oder die fortgeschrittene Dressur. Die Patina besteht aus hochwertigem Silber. Ihre Wärme wurde durch vorsichtiges Reiben beeinflusst, was Simons’ Interesse an den Farbvariationen der Oberfläche unterstreicht. Das Pferd steht auf einem vier Zentimeter hohen Sockel aus grünem Marmor, den der Künstler eigens für diese zierliche Figur geschaffen hat.
Während seiner Tätigkeit am American Museum of Natural History in New York (1924 bis 1926) schuf Simons nach Skelettfunden Modelle berühmter Pferde, darunter der Araberhengst „Nimr“ und das Trabrennpferd „Lee Axworthy“.